# Isson
Der Isson (im Mündungsabschnitt auch als Cavé bezeichnet) ist ein Fluss in Frankreich, der im Département Marne in der Region Grand Est verläuft. Er entspringt im Gemeindegebiet von Drosnay, entwässert im Oberlauf zunächst nach Nordost, schwenkt dann generell Richtung Nordwest und mündet nach rund 20 Kilometern im Gemeindegebiet von Frignicourt als linker Nebenfluss in die Marne.

## Orte am Fluss
(Reihenfolge in Fließrichtung)
- Saint-Remy-en-Bouzemont-Saint-Genest-et-Isson
- Neuville sous Arzillières, Gemeinde Arzillières-Neuville
- Blaise-sous-Arzillières
- Frignicourt

## Abweichende Bezeichnungen
Abweichend von der offiziellen Bezeichnung des Flusses in der französischen Gewässerdatenbank SANDRE werden in der Kartendarstellung auf GEOPORTAIL anders lautende Bezeichnungen des Gewässers verwendet (Reihenfolge in Fließrichtung):
- Isson dit le Radet im Oberlauf,
- Isson im Mittelabschnitt,
- Blaise (parallel zum Canal de la Blaise),
- Cavé im Mündungsabschnitt.